# Населення Чилі
Населення Чилі. Чисельність населення країни 2015 року становила 17,508 млн осіб (64-те місце у світі). Чисельність чилійців стабільно збільшується, народжуваність 2015 року становила 13,83 ‰ (141-ше місце у світі), смертність — 6 ‰ (165-те місце у світі), природний приріст — 0,82 % (137-ме місце у світі) . 

## Природний рух

### Відтворення
Народжуваність в Чилі, станом на 2015 рік, дорівнює 13,83 ‰ (141-ше місце у світі). Коефіцієнт потенційної народжуваності 2015 року становив 1,82 дитини на одну жінку (149-те місце у світі). Рівень застосування контрацепції 64,2 % (станом на 2006 рік).
Смертність в Чилі 2015 року становила 6 ‰ (165-те місце у світі).
Природний приріст населення в країні 2015 року становив 0,82 % (137-ме місце у світі).

### Вікова структура

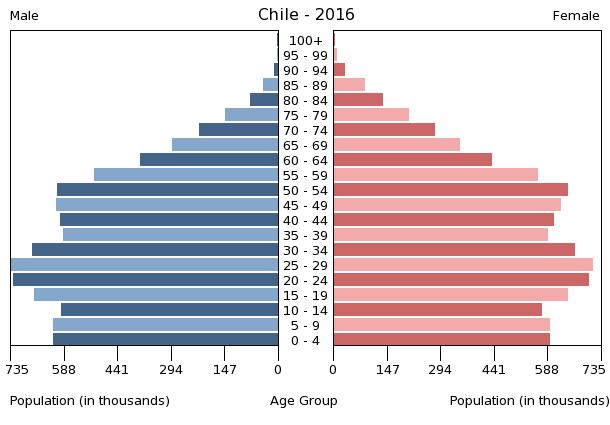
Віково-статева піраміда населення Чилі, 2015 рік

Середній вік населення Чилі становить 34 роки (84-те місце у світі): для чоловіків — 32,9, для жінок — 35,2 року. Очікувана середня тривалість життя 2015 року становила 78,61 року (52-ге місце у світі), для чоловіків — 75,58 року, для жінок — 81,76 року.
Вікова структура населення Чилі, станом на 2015 рік, мала такий вигляд:
- діти віком до 14 років — 20,46 % (1 827 374 чоловіки, 1 754 283 жінки);
- молодь віком 15—24 роки — 15,88 % (1 418 938 чоловіків, 1 361 307 жінок);
- дорослі віком 25—54 роки — 43,21 % (3 771 003 чоловіки, 3 793 655 жінок);
- особи передпохилого віку (55—64 роки) — 10,24 % (842 346 чоловіків, 950 574 жінки);
- особи похилого віку (65 років і старіші) — 10,22 % (747 930 чоловіків, 1 040 850 жінок)[1].

### Шлюбність— розлучуваність
Коефіцієнт шлюбності, тобто кількість шлюбів на 1 тис. осіб за календарний рік, дорівнює 3,3; коефіцієнт розлучуваності — 0,1; індекс розлучуваності, тобто відношення шлюбів до розлучень за календарний рік — 3 (дані за 2009 рік). Середній вік, коли чоловіки беруть перший шлюб, дорівнює 35,39 року, жінки — 32,65 року, загалом — 34,02 року (дані за 2014 рік).

## Розселення
Густота населення країни 2015 року становила 24,1 особи/км² (193-тє місце у світі). 90 % населення країни концентрується в центральній третині країни, переважно навколо Сантьяго. Крайня північ (пустеля Атакама) і крайній південь (архіпелаг Вогняна Земля) майже ненаселені.

### Урбанізація
Чилі надзвичайно урбанізована країна. Рівень урбанізованості становить 89,5 % населення країни (станом на 2015 рік), темпи зростання частки міського населення — 1,09 % (оцінка тренду за 2010—2015 роки).
Головні міста держави: Сантьяго (столиця) — 6,507 млн осіб, Вальпараїсо — 907 тис. осіб, Консепсьйон — 816 тис. осіб (дані за 2015 рік).

### Міграції
Річний рівень імміграції 2015 року становив 0,34 ‰ (75-те місце у світі). Цей показник не враховує різниці між законними і незаконними мігрантами, між біженцями, трудовими мігрантами та іншими.
Чилі є членом Міжнародної організації з міграції (IOM).

## Расово-етнічний склад
| Етнічний склад (2012 рік) | Етнічний склад (2012 рік) | Етнічний склад (2012 рік) | Етнічний склад (2012 рік) | Етнічний склад (2012 рік) |
| ------------------------- | ------------------------- | ------------------------- | ------------------------- | ------------------------- |
| Етнос:                    |                           |                           | Відсоток:                 |                           |
| неіндіанці                | неіндіанці                |                           | 88.9%                     | 88.9%                     |
| мапуче                    | мапуче                    |                           | 9.1%                      | 9.1%                      |
| аймара                    | аймара                    |                           | 0.7%                      | 0.7%                      |
| інші індіанці             | інші індіанці             |                           | 1%                        | 1%                        |
| інші                      | інші                      |                           | 0.3%                      | 0.3%                      |

Головні етноси країни: білі і неіндіанці — 88,9 %, мапуче — 9,1 %, аймара — 0,7 %, інші індіанці (рапануйці, ліканці, кечуа, чола, діагвіта, кавескар, ямана) — 1 %, інші — 0,3 % населення (оціночні дані за 2012 рік). За даними перепису 2002 року: європейці — 52,7 %, метиси — 44,1 %, індіанці — 3,2 %.
Різні хвилі іммігрантів до Чилі складались з іспанців, італійців, ірландців, французів, греків, німців, англійців, шотландців, хорватів та палестинців.

## Мови
| Мови Чилі (2015 рік) | Мови Чилі (2015 рік) | Мови Чилі (2015 рік) | Мови Чилі (2015 рік) | Мови Чилі (2015 рік) |
| -------------------- | -------------------- | -------------------- | -------------------- | -------------------- |
| Мова:                |                      |                      | Відсоток:            |                      |
| іспанська            | іспанська            |                      | 99.5%                | 99.5%                |
| англійська           | англійська           |                      | 10.2%                | 10.2%                |
| індіанські мови      | індіанські мови      |                      | 1%                   | 1%                   |
| інші                 | інші                 |                      | 2.5%                 | 2.5%                 |

Офіційна мова: іспанська — розмовляє 99,5 % населення країни. Інші поширені мови: англійська — 10,2 %, індіанські мови (мапуче, кечуа, аймара, рапануйська) — 1 %, інші мови — 2,5 % (оцінка 2012 року).

## Релігії
| Релігії в Чилі (2012 рік) | Релігії в Чилі (2012 рік) | Релігії в Чилі (2012 рік) | Релігії в Чилі (2012 рік) | Релігії в Чилі (2012 рік) |
| ------------------------- | ------------------------- | ------------------------- | ------------------------- | ------------------------- |
| Віросповідання:           |                           |                           | Відсоток:                 |                           |
| католики                  | католики                  |                           | 66.7%                     | 66.7%                     |
| протестанти               | протестанти               |                           | 16.4%                     | 16.4%                     |
| свідки Єгови              | свідки Єгови              |                           | 1%                        | 1%                        |
| інші                      | інші                      |                           | 3.4%                      | 3.4%                      |
| атеїсти                   | атеїсти                   |                           | 11.5%                     | 11.5%                     |
| агностики                 | агностики                 |                           | 1.1%                      | 1.1%                      |

Головні релігії й вірування, які сповідує, і конфесії та церковні організації, до яких відносить себе населення країни: римо-католицтво — 66,7 %, євангелізм  і протестантизм — 16,4 %, Свідки Єгови — 1 %, інші — 3,4 %, не сповідують жодної — 11,5 %, не визначились — 1,1 % (станом на 2012 рік).

## Освіта
Рівень письменності 2015 року становив 97,5 % дорослого населення (віком від 15 років): 97,6 % — серед чоловіків, 97,4 % — серед жінок.
Державні витрати на освіту становлять 4,6 % ВВП країни, станом на 2013 рік (90-те місце у світі). Середня тривалість освіти становить 16 років, для хлопців — до 16 років, для дівчат — до 17 років (станом на 2014 рік).

## Охорона здоров'я
Забезпеченість лікарями у країні на рівні 1,02 лікаря на 1000 мешканців (станом на 2009 рік). Забезпеченість лікарняними ліжками у стаціонарах — 2,1 ліжка на 1000 мешканців (станом на 2011 рік). Загальні витрати на охорону здоров'я 2014 року становили 7,8 % ВВП країни (76-те місце у світі).
Смертність немовлят до 1 року, станом на 2015 рік, становила 6,86 ‰ (160-те місце у світі); хлопчиків — 7,34 ‰, дівчаток — 6,36 ‰. Рівень материнської смертності 2015 року становив 22 випадків на 100 тис. народжень (131-ше місце у світі).
Чилі входить до складу ряду міжнародних організацій: Міжнародного руху (ICRM) і Міжнародної федерації товариств Червоного Хреста і Червоного Півмісяця (IFRCS), Дитячого фонду ООН (UNISEF), Всесвітньої організації охорони здоров'я (WHO).

### Захворювання
2014 року зареєстровано 39,3 тис. хворих на СНІД (61-ше місце у світі), це 0,29 % населення в репродуктивному віці 15—49 років (84-те місце у світі). Смертність 2014 року від цієї хвороби становила приблизно 700 осіб (76-те місце у світі).
Частка дорослого населення з високим індексом маси тіла 2014 року становила 28,5 % (30-те місце у світі); частка дітей віком до 5 років зі зниженою масою тіла становила 0,5 % (оцінка на 2014 рік). Ця статистика показує як власне стан харчування, так і наявну/гіпотетичну поширеність різних захворювань.

### Санітарія
Доступ до облаштованих джерел питної води 2015 року мало 99,7 % населення в містах і 93,3 % в сільській місцевості; загалом 99 % населення країни. Відсоток забезпеченості населення доступом до облаштованого водовідведення (каналізація, септик): в містах — 100 %, в сільській місцевості — 90,9 %, загалом по країні — 99,1 % (станом на 2015 рік). Споживання прісної води, станом на 2007 рік, дорівнює 26,67 км³ на рік, або 1,603 тонни на одного мешканця на рік: з яких 4 % припадає на побутові, 10 % — на промислові, 86 % — на сільськогосподарські потреби.

## Соціально-економічне становище
Співвідношення осіб, що в економічному плані залежать від інших, до осіб працездатного віку (15—64 роки) загалом становить 45,2 % (станом на 2015 рік): частка дітей — 29,3 %; частка осіб похилого віку — 16 %, або 6,3 потенційно працездатного на 1 пенсіонера. Загалом ці показники характеризують рівень потреби державної допомоги в секторах освіти, охорони здоров'я і пенсійного забезпечення, відповідно. За межею бідності 2013 року перебувало 14,4 % населення країни. Розподіл доходів домогосподарств у країні має такий вигляд: нижній дециль — 1,5 %, верхній дециль — 42,8 % (станом на 2009 рік).
Станом на 2012 рік, у країні 70,6 тис. осіб не має доступу до електромереж; 99,6 % населення має доступ, в містах цей показник дорівнює 100 %, у сільській місцевості — 98 %. Рівень проникнення інтернет-технологій високий. Станом на липень 2015 року в країні налічувалось 11,256 млн унікальних інтернет-користувачів (43-тє місце у світі), що становило 64,3 % загальної кількості населення країни.

### Трудові ресурси
Загальні трудові ресурси 2015 року становили 8,68 млн осіб (58-ме місце у світі). Зайнятість економічно активного населення у господарстві країни розподіляється таким чином: аграрне, лісове і рибне господарства — 13,2 %; промисловість і будівництво — 23 %; сфера послуг — 63,9 % (станом на 2005 рік). 82,88 тис. дітей у віці від 5 до 14 років (3 % загальної кількості) 2003 року були залучені до дитячої праці. Безробіття 2015 року дорівнювало 6,4 % працездатного населення, 2014 року — 6,3 % (74-те місце у світі); серед молоді у віці 15—24 років ця частка становила 16,1 %, серед юнаків — 13,9 %, серед дівчат — 19,2 % (73-тє місце у світі).

## Кримінал

### Наркотики

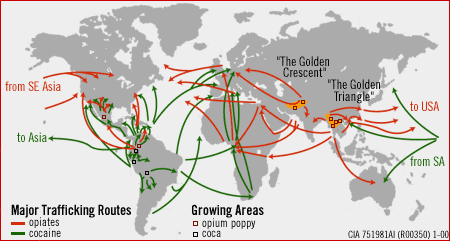
Світові маршрути наркотрафіку

Транзитна країна для наркотрафіку до Європи; незначне відмивання грошей у вільній економічній зоні Ікіке (ісп. Zona Franca de Iquique); імпорт прекурсорів з Болівії; зростаюче внутрішнє споживання кокаїну (оцінка ситуації 2008 року).

### Торгівля людьми
Згідно зі щорічною доповіддю про торгівлю людьми (англ. Trafficking in Persons Report) Управління з моніторингу та боротьби з торгівлею людьми Державного департаменту США, уряд Чилі докладає значних зусиль у боротьбі з явищем примусової праці, сексуальної експлуатації, незаконною торгівлею внутрішніми органами, але законодавство відповідає мінімальним вимогам американського закону 2000 року щодо захисту жертв (англ. Trafficking Victims Protection Act’s) не повною мірою, країна перебуває у списку другого рівня.

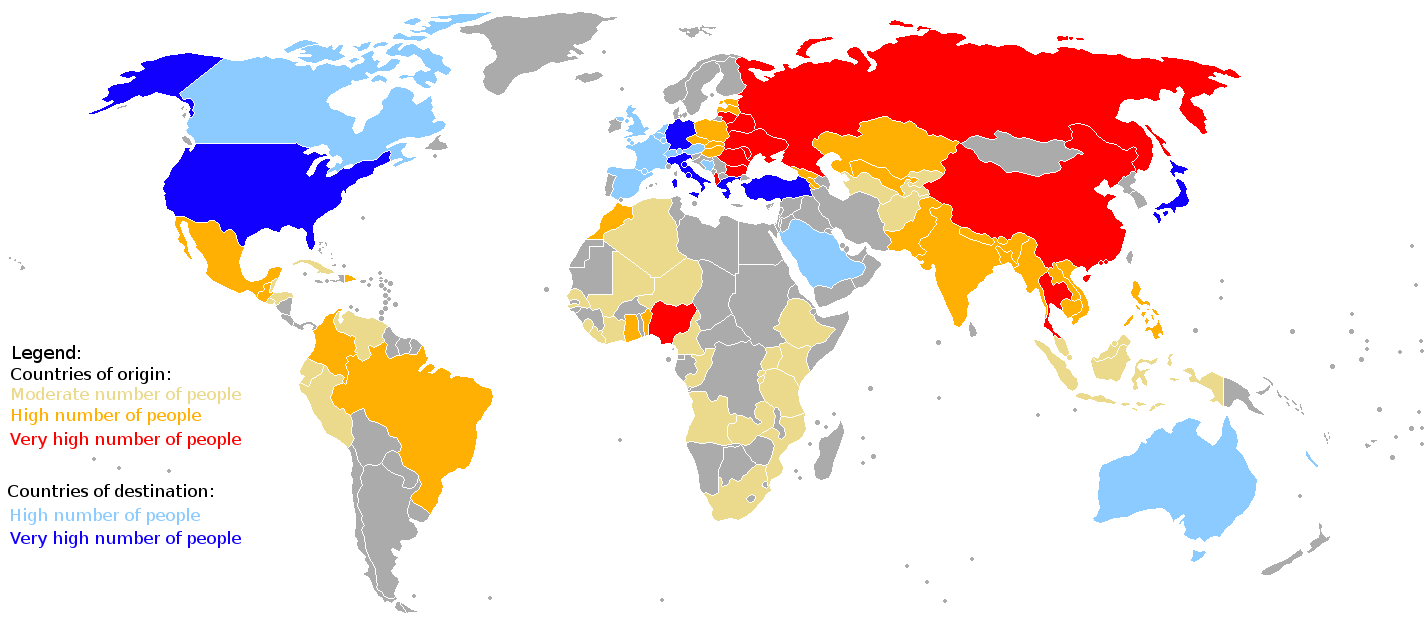
Країни-донори (червоний) і країни-реципієнти кримінальних потоків  (англ.)
Глобальна боротьба з торгівлею людьми (англ.)

## Гендерний стан
Статеве співвідношення (оцінка 2015 року):
- при народженні — 1,04 особи чоловічої статі на 1 особу жіночої;
- у віці до 14 років — 1,04 особи чоловічої статі на 1 особу жіночої;
- у віці 15—24 років — 1,04 особи чоловічої статі на 1 особу жіночої;
- у віці 25—54 років — 0,99 особи чоловічої статі на 1 особу жіночої;
- у віці 55—64 років — 0,89 особи чоловічої статі на 1 особу жіночої;
- у віці за 64 роки — 0,72 особи чоловічої статі на 1 особу жіночої;
- загалом — 0,97 особи чоловічої статі на 1 особу жіночої[1].

## Демографічні дослідження
Демографічні дослідження в країні ведуться рядом державних і наукових установ:

### Українською
- Атлас. 10—11 клас. Економічна і соціальна географія світу / упорядники :  О. Я. Скуратович, Н. І. Чанцева. — К. : ДНВП «Картографія», 2010. — ISBN 978-966-475-639-3.
- Атлас світу / голов. ред. І. С. Руденко ; зав. ред. В. В. Радченко ; відп. ред. О. В. Вакуленко. — К. : ДНВП «Картографія», 2005. — 336 с. — ISBN 9666315467.
- Безуглий В. В. Економічна і соціальна географія зарубіжних країн : Навчальний посібник. — К. : ВЦ «Академія», 2007. — 704 с. — ISBN 978-966-580-239-6.
- Безуглий В. В., Козинець С. В. Регіональна економічна і соціальна географія світу : Навчальний посібник. — видання 2-ге, доп., перероб. — К. : ВЦ «Академія», 2007. — 688 с. — ISBN 966-580-144-9.
- Головченко В. І., Кравчук О. Країнознавство: Азія, Африка, Латинська Америка, Австралія і Океанія. — К., 2006. — 335 с. — ISBN 966-8939-04-2.
- Гудзеляк І. І. Географія населення: Навчальний посібник / І. Гудзеляк. — Л. : Видавничий центр ЛНУ імені Івана Франка, 2008. — 232 с. — ISBN 978-966-613-599-8.
- Дахно І. І. Країни світу: Енциклопедичний довідник / І. І. Дахно, С. М. Тимофієв. — К. : Мапа, 2011. — 606 с. — (Бібліотека нового українця) — ISBN 978-966-8804-23-6.
- Дахно І. І. Економічна географія зарубіжних країн : навчальний посібник. — К. : Центр учбової літератури, 2014. — 319 с. — ISBN 978-611-01-0682-5.
- Джаман В. О. Регіональні системи розселення: демографічні аспекти. — Чернівці : Рута, 2003. — 392 с. — ISBN 9665685988.
- Дорошенко Л. С. Демографія: Навчальний посібник. — К. : МАУП, 2005. — 112 с. — ISBN 966-608-442-2.
- Дубович І. А. Країнознавчий словник-довідник. — 5-те вид., перероб. і доп. — К. : Знання, 2008. — 839 с. — ISBN 978-966-346-330-8.
- Економічна і соціальна географія країн світу. Навчальний посібник / За ред. Кузика С. П. — Л. : Світ, 2002. — 672 с. — ISBN 966-603-178-7.
- Загальна медична географія світу / В. О. Шевченко [та ін.] — К. : [б.в.], 1998. — 178 с.
- Книш М. М., Мамчур О. І. Регіональна економічна і соціальна географія світу (Латинська Америка та Карибські країни, Африка, Азія, Океанія) : навч. посіб. — Л. : ЛНУ ім. Івана Франка, 2013. — 368 с. — ISBN 978-617-10-0007-0.
- Крисаченко В. С. Динаміка населення: Популяційні, етнічні та глобальні виміри. — К. : Видавництво Національного інституту стратегічних досліджень, 2005. — 368 с. — ISBN 966-554-083-1.
- Кузик С. П., Книш М. М. Економічна і соціальна географія країн Америки : навч. посіб. — Л. : ЛНУ ім. Івана Франка, 1999. — 299 с. — ISBN 966-613-026-2.
- Любіцева О. О., Мезенцев К. В., Павлов С. В. Географія релігій. — К. : АртЕК, 1999. — 504 с. — ISBN 966-505-006-0.
- Масляк П. О. Країнознавство. — К. : Знання, 2007. — 292 с. — (Вища освіта XXI століття)
- Масляк П. О., Дахно І. І. Економічна і соціальна географія світу / П. О. Масляк, І. І. Дахно ; за ред. П. О. Масляка. — К. : Вежа, 2003. — 280 с. — ISBN 966-7091-53-8.

### Російською
- (рос.) Чили // Демографический энциклопедический словарь / главн. ред. Валентей Д. И. — М. : Советская энциклопедия, 1985. — 608 с.
- (рос.) Чили // Латинская Америка. Энциклопедический справочник [в 2-х тт.] / Главный редактор В. В. Вольский. — М. : Советская энциклопедия, 1982. — Т. 2. К-Я. — 656 с.
- (рос.) Чили // Страны и народы. Америка. Южная Америка / Редкол. : В. В. Вольский  (отв. ред.) и др. — М. : «Мысль», 1983. — 285 с. — (Страны и народы) — 180 тис. прим.
- (рос.) Атлас народов мира / Отв. ред. С. И. Брук и В. С. Апенченко. — М. : ГУГК ГГК СССР и Институт этнографии им. Н. Н. Миклухо-Маклая АН СССР, 1964. — 185 с. — 20 тис. прим.
- (рос.) Численность и расселение народов мира. Этнографические очерки / под ред. С. И. Брука. — М. : Издательство АН СССР, 1962. — 487 с.
- (рос.) Лаппо Г. М. География городов: Учебное пособие для географических факультетов вузов. — М. : Туманит, изд. центр ВЛАДОС, 1997. — 476 с. — ISBN 5-691-00047-0.
- (рос.) Ягельский А. География населения. — М. : Прогресс, 1980. — 383 с.